# Bob Mallard
Bob Mallard est une série de bande dessinée d'aviation française créée par Rémy Bourlès (dessin) et Henry Bourdens (scénario), publiée à partir de juillet 1946 dans l'hebdomadaire jeunesse Vaillant.Henry Bourdens, qui vécut une vie aventureuse apporte une indéniable touche de réalisme (voire d'autobiographie) dans les scénarios : Ancien pilote de chasse dans les FAFL puis pilote de ligne pour des compagnies aériennes de second rang en Indochine après 1945, il se lancera dans l'aventure de la navigation solitaire à bord d'une jonque (comme son contemporain Bernard Moitessier) et restera naufragé deux mois sur l'île Bathurst, une odyssée racontée dans son livre Croisière cruelle .
Si la première histoire de cette série d'aventure au dessin réaliste se déroule pendant la Seconde Guerre mondiale, Bourlès et Bourdens rendent ensuite son héros Bob Mallard à la vie civile ; celui-ci participe alors à diverses activités de pilotage (voltige, essais, etc.) et surtout lutte contre crime dans le monde entier au volant de ses appareils favoris, accompagné à partir de 1952 par son acolyte Puchonnet. En 1957, Bourlès et Bourdens laissent place à Francisco Hidalgo et Jean Sani, qui rendent la série plus réaliste techniquement, quoique plus statique.
En 1962, Hildago passe à son tour le relai à André Chéret, un des auteurs les plus appréciés des éditions Vaillant. Selon Patrick Gaumer, son arrivée « redonne un second souffle à cette série, le trait puissant et dynamique de ce dessinateur jouant bien sûr un rôle essentiel ». Chéret, trop accaparé par sa nouvelle série Rahan doit cependant abandonner Bob Mallard fin 1969 ; la série n'est pas poursuivie.
En 1977-1978, les éditions Jeunesse et Vacances publient six numéros d'un petit format intitulé Bob Mallard reprenant des histoires de Chéret et Sanitas.